# Belinc
Belinc (szlovákul Belince) község Szlovákiában, a Nyitrai kerület Nagytapolcsányi járásában.

## Fekvése
Nagytapolcsánytól 12 km-re délnyugatra, a Nyitra folyó jobb partján fekszik.

## Története
1318-ban Bullad néven említik először, mint a nyitrai püspökséghez tartozó települést. Később a Divéky, a Byttyángi, a Motesici és más családok birtoka. 1386-ban "Belech", 1411-ben "Byllye" alakban szerepel. 1570-ban Bornemissza püspök az Apponyi családdal Kis- és Nagyköröskénnyel cserélte el. 1696-tól a Pereszlényi család birtoka, később más nemeseké. 1715-ben szőlőskertje és 6 háztartása volt. 1757-ben 27 család élt a faluban. 1787-ben 24 házát 150-en lakták. 1828-ban 15 házában 109 lakos élt, akik főként mezőgazdasággal foglalkoztak. 1835-ben nagy tűzvész pusztított a faluban, melyben csaknem az egész község leégett.
Vályi András szerint "BELLINCZ. Bellincze. Tót falu Nyitra Vármegyéb. földes Ura Gróf Battyáni Uraság, és mások, lakosai katolikusok, fekszik Pereszlényhez közel, mellynek filiája. Határja közép termékenységű, vagyonnyai meglehetősek, második Osztálybéli."
Fényes Elek szerint "Belincz, tót falu, Nyitra vármegyében, a Nyitra mellett: 92 kath., 15 zsidó lak. F. u. Divéky, Batthyáni, Szluka, sat. Ut. Postája Nagy-Tapolcsán."
A trianoni békeszerződésig Nyitra vármegye Nagytapolcsányi járásához tartozott. A háború után lakói napszámos munkákból éltek és a közeli nagybirtokokon dolgoztak.

## Népessége
| Év:            | 1994. | 2004.   | 2014.    | 2024.    |
| -------------- | ----- | ------- | -------- | -------- |
| Emberek száma: | 267   | 281     | 324      | 376      |
| Eltérés:       |       | +5,24 % | +15,30 % | +16,04 % |

| Év:            | 2023. | 2024.   |
| -------------- | ----- | ------- |
| Emberek száma: | 383   | 376     |
| Eltérés:       |       | -1,82 % |

1910-ben 254, túlnyomórészt szlovák anyanyelvű lakosa volt.
2001-ben 268, kizárólag szlovák lakosa volt.
2011-ben 316 lakosából 305 szlovák volt.
2021-ben 364 lakosából 351 szlovák, 2 magyar, 3 egyéb és 8 ismeretlen nemzetiségű volt.

## Nevezetességei

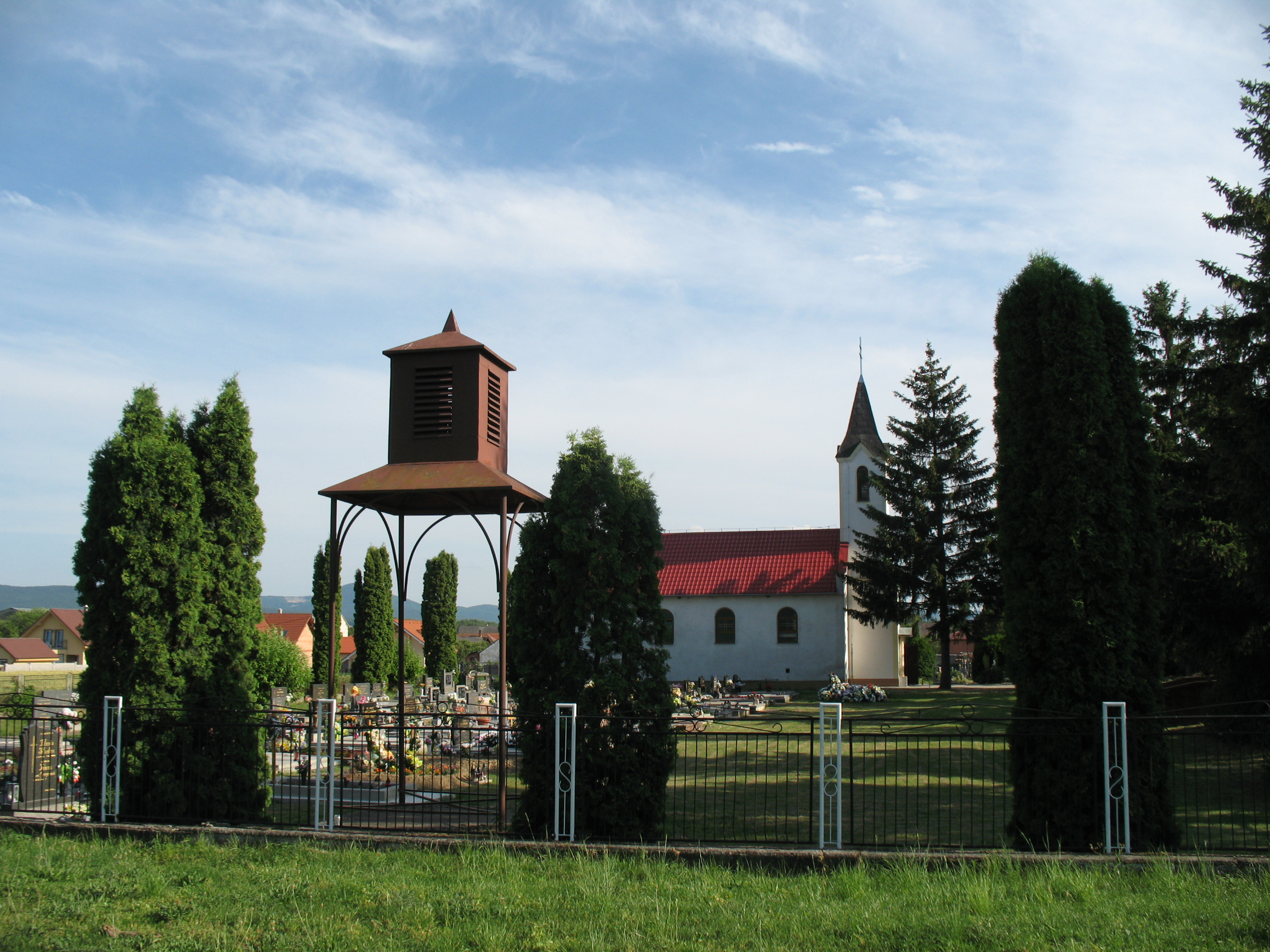
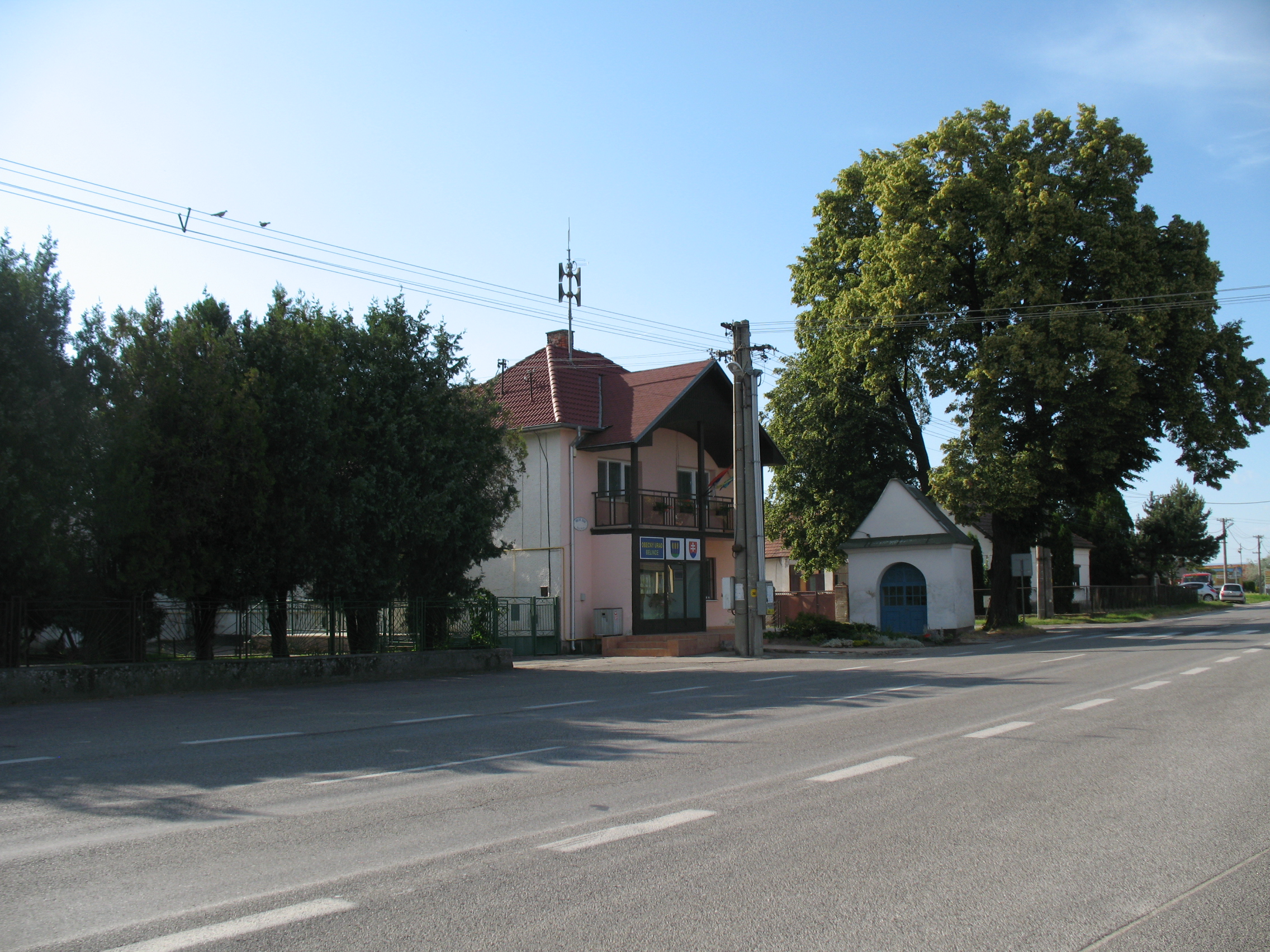

- Szent Cirill és Metód tiszteletére szentelt temploma 1968-ban épült, de nem volt szabad misézni benne, ezért csak ravatalozóként használták. 1993-ban Rudolf Baláž szentelte fel, majd 1994-ben toronnyal bővítették.
- Hétfájdalmú Szűzanya tiszteletére szentelt keresztelőkápolna.